# Diacyclops languidus
Diacyclops languidus – gatunek widłonoga z rodziny Cyclopidae. Nazwa naukowa gatunku została po raz pierwszy opublikowana w 1863 roku przez norweskiego hydrobiologa Georga Ossiana Sarsa.